# Hermann Lücke (Politiker, 1895)
Hermann Lücke (* 26. Dezember 1895; † 23. Februar 1976) war ein deutscher Politiker (SPD) und Mitglied der Bremischen Bürgerschaft.  

## Biografie
Lücke war als Schriftleiter in Bremen tätig.
Er war Mitglied der SPD.
Vom April 1946 bis 1951 war er Mitglied der ernannten sowie der ersten und zweiten gewählten Bremischen Bürgerschaft und in Deputationen der Bürgerschaft tätig.

## Veröffentlichungen
- Mitarbeit in Sozialistische Erziehung. Organ der Reichsarbeitsgemeinschaft der Kinderfreunde und der Arbeitsgemeinschaft Sozialdemokratischer Lehrer und Lehrerinnen Deutschlands. 1929 bis  1932.
- In: Der Fächer vom Kulturkartell Bremen herausgegebenen Blättern für kulturellen Fortschritt, Bremen nach 1945.